# La Revue anarchiste (1922-1925)
Pour les articles homonymes, voir La Revue anarchiste.
La Revue anarchiste est une publication mensuelle éditée par l'Union anarchiste de 1922 à 1925.
La Revue anarchiste est le titre d'au moins quatre publications libertaires.

## Historique
Sortie à Paris en janvier 1922, La Revue Anarchiste est animée par Sébastien Faure puis par André Colomer, Georges Bastien et Pierre Mualdès,,,.
À noter, dans chaque livraison, une rubrique Écoutons nos compagnes signée par Une révoltée.
Signe de son ouverture au débat, en décembre 1923 et janvier 1924, la revue publie la traduction française du texte « L’Opposition ouvrière » d'Alexandra Kollontaï.

### Contributeurs notoires
- Julien Content - Rirette Maîtrejean - Max Nettlau - Luigi Fabbri - Voline - Alexandre Berkman - Rudolf Rocker - Luigi Fabbri - Mauricius[9] - Barthélemy de Ligt - Han Ryner - Emma Goldman - Camillo Berneri[10] - Louis Louvet - André Claudot - Paul Vigné d'Octon[11] - Marie Mayoux - Augustin Souchy - Henry Poulaille[12]

### Lire en ligne
- Sur Gallica : quatre années disponibles, 35 numéros[13], [lire en ligne], (BNF 32856309), (OCLC 924108813).
- Sur le site archive.org : volume 1, [lire en ligne] et volume 2, [lire en ligne].

- Sur le site la-presse-anarchiste.net :
  - n°3 de mars 1922, [lire en ligne]
  - n°4 d'avril 1922, [lire en ligne] ;
  - n°5 de mai 1922, [lire en ligne] ;
  - n°7 de juillet 1922, [lire en ligne] dont Max Nettlau, Philosophie de l’insoumission, [lire en ligne] ;
  - n°13 de janvier 1923, [lire en ligne].